# Temple protestant de Versailles
Le temple protestant de Versailles est un lieu de culte situé au 3 rue Hoche à Versailles, fondé en 1828. La paroisse est membre de l'Église protestante unie de France.

## Histoire
En 1769, sous Louis XV, une chapelle catholique est construite à cet emplacement, sur les dessins de Charles De Wailly. Elle sert de reposoir lors de la procession de la Fête-Dieu, qui conduisait de l'église Notre-Dame de Versailles à la chapelle royale du château. Elle remplace les hôtels particuliers de Marcillac, de la maison de La Rochefoucauld puis de Conti. Désacralisée à la Révolution française, la chapelle sert de salle de réunion puis de temple pour les théophilanthropes. 
Le 24 mai 1821, sous Louis XVIII, le gouvernement autorise l'établissement à Versailles d'une église protestante de confession anglicane. Elle s'établit en 1826 3 rue Dauphine, renommée depuis rue Hoche, dans l'ancienne chapelle. Le premier pasteur anglican est James Bearer. 
En 9 février 1828, sous Charles X, le gouvernement autorise les protestants français de confession réformées et luthérienne à célébrer leur culte dans l'église anglicane. Le premier culte officiel a lieu le 2 mars 1828, en présence du président du consistoire réformé de Paris, Paul-Henri Marron, pasteur à l'Oratoire du Louvre, et du président du consistoire luthérien de Paris, M. Boissard, pasteur à l'église des Billettes. Dès cette époque, la paroisse est donc une Église protestante unie, rassemblant dans un esprit d'ouverture et de tolérance plusieurs confessions dans un même bâtiment.
Le temple actuel est édifié de 1880 à 1882, selon un plan sobre et classique de l'architecture protestante de l'époque, avec une Bible ouverte sur le fronton. L'orgue est réalisé par les facteurs d'orgues protestants, MM Eugène & John Abbey, en 1888. Il est transformé en 1969 par le facteur Cicchero.
Pendant la Première Guerre mondiale, le pasteur Marcel Monod est aumônier de l'hôpital militaire de Versailles. Il est assisté dans son ministère par l'ancien pasteur, Hippolyte-Jean Messines. Le 23 novembre 1919 est inaugurée une plaque à la mémoire des paroissiens morts pour la patrie, où apparaissent 39 noms, dont plusieurs enfants des familles Sébald, Grethner, Monnier, Demuster et les trois fils du professeur Rodolphe Reuss.
En 1970, les Diaconesses de Reuilly, communauté monastique protestante fondée en 1841 à Paris, s'installe également à Versailles, 10 rue de la porte de Buc.

## Pasteurs
| Nom                      | Arrivée     | Départ      |
| ------------------------ | ----------- | ----------- |
| Jean Pierre NELSON-VORS  | 1834        | 1858        |
| Théodore PASSA           | 1858        | 1885        |
| Hippolyte-Jean MESSINES  | 1886        | 1913        |
| Marcel MONOD             | 1913        | 1943        |
| Arnold ULLERN            | 1943        | 1859        |
| Henry MiNSSEN            | 1931 - 1946 | 1938 - 1960 |
| Pierre JOUDRIER          | 1959        | 1969        |
| Pierre LEVEJAC           | 1961        | 1971        |
| François CASTEL          | 1968        | 1974        |
| Charles FEURICH          | 1969        | 1971        |
| Claudette MARQUET        | 1971        | 1976        |
| Henri ALLAIGRE           | 1971        | 1973        |
| Maurice HAMMEL           | 1971        | 1980        |
| Michel WAGNER            | 1975        | 1995        |
| Gilles Castelnau         | 1976        | 1981        |
| Louis SCHLOESING         | 1976        | 1983        |
| Pierre FICHET            | 1980        | 1994        |
| Martine MILLET           | 1980        | 1992        |
| Richard BENNAHMIAS       | 1982        | 1984        |
| Jean-Pierre STERNBERGER  | 1985        | 1992        |
| Flemming FLEINERT-JENSEN | 1993        | 2006        |
| Gaspard VISSER'T HOOFt   | 2006        | 2009        |
| Philippe GRAND D'ESNON   | 2010        | 2015        |
| Ruth-Annie COYAULT       | 2016        | -           |
| Eric GEORGE              | 2018        | -           |